# Țarna Mare, Suceava
Țarna Mare este o localitate componentă a municipiului Fălticeni din județul Suceava, Moldova, România.
 Acest articol despre o localitate din județul Suceava este deocamdată un ciot. Puteți ajuta Wikipedia prin completarea lui.